# Хубли-Дарвад
Хубли-Дарвад је град у Индији у држави Карнатака. Према незваничним резултатима пописа 2011. у граду је живело 943.857 становника.

## Становништво
Према незваничним резултатима пописа, у граду је 2011. живело 943.857 становника.
| 1991.   | 2001.   | 2011.   |
| ------- | ------- | ------- |
| 648.298 | 786.195 | 943.857 |